# Jewgienij Podgorny
Jewgienij Podgorny (ros. Евгений Анатольевич Подгорный, ur. 9 lipca 1977) – rosyjski gimnastyk. Dwukrotny medalista olimpijski.
Brał udział w dwóch igrzyskach (IO 96, IO 00), na obu zdobywał medale w drużynie. W 1996 triumfował, cztery lata później Rosjanie zajęli trzecie miejsce. W tej konkurencji w 1999 był wicemistrzem świata. Stawał na podium mistrzostw Europy.